# Dun Merkadale

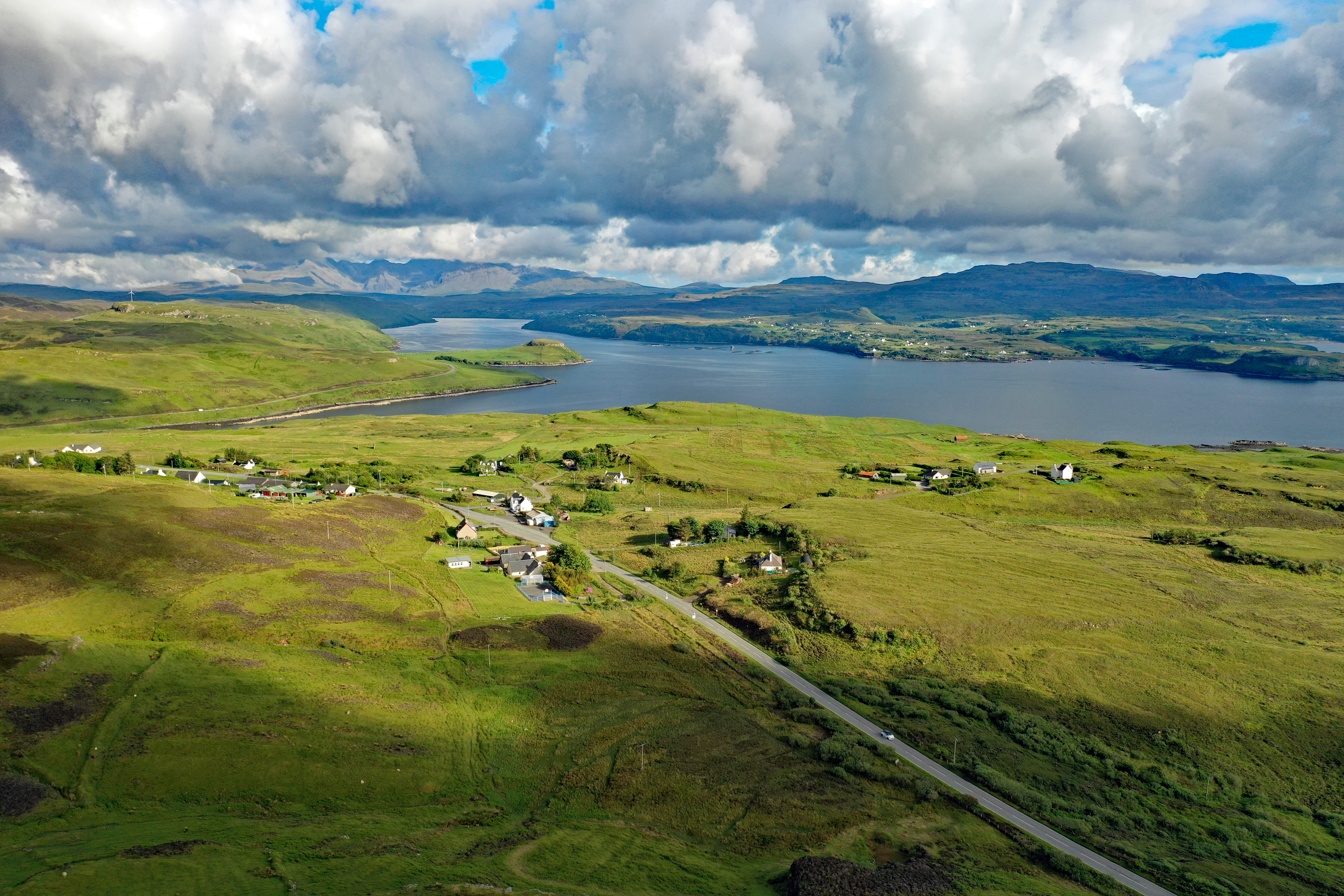
Dun Merkadale – auf dem Hügel rechts

Dun Merkadale liegt südlich vom Weiler Merkadale an der Straße B8009 zwischen Carbost und Drynoch oberhalb des Loch Harport in Bracadale auf der Inneren Hebrideninsel Skye in Schottland.
Dun Merkadale ist der Rest eines ovalen eisenzeitlichen Brochs, der innen 10,8 × 9,0 Meter misst. Die Mauer am Rande des Plateaus ist am Südende verschwunden, und der über das Plateau am Nordende gebaute Abschnitt ist nur noch eine etwa 2,7 m breite und 1,2 m hohe formlose Masse von Steinen und Erde. Der Zugang befindet sich an der Nordwestseite und ist auf der linken Seite durch größere Steine gekennzeichnet.
In der Nähe liegen Dun Kraiknish und Dun Sleadale.